# ان‌جی‌سی ۱۵۶۹
NGC 1569 یک کهکشان نامنظم کوتوله در صورت فلکی زرافه است.